# Zacualpania tornitracta
Zacualpania tornitracta là một loài bướm đêm trong họ Geometridae.